# Globimetula elegantiflora
Globimetula elegantiflora là một loài thực vật có hoa trong họ Loranthaceae. Loài này được (Balle) Balle mô tả khoa học đầu tiên năm 1982.